# Região Centro-Oeste da Venezuela

Região Centro-Oeste

O região político-administrativa Centro-Oeste da Venezuela inclui os estados: Falcão,  Lara, Portuguesa e Yaracuy. Tem sede em Barquisimeto.

## Clima
Sua grande complexidade do relevo se reflete no clima das variações do clima semi-árido e úmido das regiões de grande altitude.